# Llibres negres
Els Llibres negres (Schwarzen Büchern en alemany) són una sèrie de set manuscrits privats elaborats pel psiquiatre i psicòleg suís Carl Gustav Jung entre el 1913 i el 1932. Precedeixen el Llibre roig (Rote Buch), que s'hi basa parcialment.
Igual que el Llibre roig, havien romàs inèdits, fins que es publicaren en anglès el 13 d'octubre del 2020 amb el títol The Black Books 1913-1932. Notebooks of Transformation (Els llibres negres 1913-1932. Quaderns de transformació).

## Elaboració
Les fantasies que en aquells dies se li presentaven a Jung, les escrivia de primer en els Llibres negres i després les transcrivia al Llibre roig, ampliat amb dibuixos fets per ell.
Aniela Jaffé explica que «els Schwarzen Büchern (Llibres negres) són sis volums enquadernats en pell negra; el Rote Buch, un infoli enquadernat en pell roja, inclou les mateixes fantasies, però en una forma i llenguatge retocats i en escriptura gòtica cal·ligràfica, a la manera dels manuscrits medievals».
Són set quaderns d'anotacions, el primer datat d'abans del 1902 i no disponible a l'estudi. Els esdeveniments que començaren el 12 de novembre del 1913 n'estan registrats del segon al seté. Els cinc darrers quaderns tenen cobertes negres, d'ací el nom; la coberta del primer i segon és marró fosc. El segon quadern es coneix sovint com el "primer diari", ja que és el començament del registre als llibres negres.

En la introducció al Llibre roig, Sonu Shamdasani aclareix:
| « | En recordar aquells temps explicà que el problema científic consistia a observar què succeïa quan s'apagava la seua consciència. L'exemple dels somnis indicava l'existència d'una activitat de fons, a la qual volia donar una possibilitat d'emergir, tal com fa en consumir mescalina. | » |

I hi afegeix:
| « | Del desembre del 1913 ençà continuà amb el mateix procediment: induir deliberadament una fantasia en estat de vigília i entrar-hi com si es tractàs d'una obra de teatre. Aquestes fantasies es poden entendre com una mena de pensament dramatitzat en forma pictòrica. En llegir les fantasies es fa palés l'impacte en Jung dels seus estudis de mitologia. Algunes figures i idees provenen directament de les seues lectures, i la manera i estil demostren la seua fascinació pel món del mite i l'èpica. En els "Llibres negres, Jung escriu les seues fantasies en entrades datades, amb reflexions sobre el seu estat mental i les dificultats per a comprendre aqueixes fantasies o visions. Els Llibres negres no són pas diaris d'esdeveniments, i n'hi ha molt pocs somnis consignats. Es tracta, més aviat, dels registres d'un experiment. El desembre del 1913, es va referir al primer dels "Llibres negres" com al "llibre del meu experiment més difícil". | » |

## Exhibició
Després de la publicació del Llibre roig a l'octubre del 2009, el Rubin Museum of Art de Nova York exposà per primera volta tant el Rote Buch com els Schwarzen Büchern.

## Publicació
La Fundació Philemon anuncià al desembre del 2012 la publicació dels Black Books, en col·laboració amb la Stiftung der Werke von C. G. Jung i W. W. Norton, editor del Liber Novus, El Llibre roig.
El text del Llibre roig es basa en el material dels Llibres negres elaborat entre el 1913 i el 1916. Un cinquanta per cent del primer deriva directament d'aquest darrer, amb una edició molt lleugera i reelaborada. Els Llibres negres no són diaris personals, sinó els registres de l'autoexperimentació que Jung denominà la seua "confrontació amb l'inconscient". No registrà dia a dia fets o esdeveniments externs, sinó les seues imaginacions actives i representacions dels seus estats mentals, i les seues reflexions sobre aquests.
El material que Jung no inclogué en el Llibre roig és d'igual interés que el que hi inclogué. Els Llibres negres aclareixen la "confrontació amb l'inconscient" de Jung, de la qual són la documentació principal, així com la gènesi del Llibre roig, l'ulterior evolució de la cosmologia personal de Jung, i la realització de la psicologia analítica.
L'edició de les Philemon sèries dels Llibres negres fou produïda pels estudiosos que van preparar el Llibre roig. Fou publicada per l'editor de la Fundació Philemon Sonu Shamdasani i traduïda per Martin Liebscher, John Peck i Sonu Shamdasani. La publicació de l'editorial W. W. Norton fou una edició facsímil de set volums en cartoné, designats per les seues dates, en una caixa especial. La data de publicació en fou el 13 d'octubre del 2020.